# Umění starověkého Řecka
Umění starověkého Řecka dosáhlo vysoké úrovně mimo jiné v oblasti architektury a sochařství. Zejména díla klasického období opakovaně tvoří inspiraci mladšímu umění. Významným oborem je také keramika a její malířská výzdoba.

## Vývoj
Řecko navázalo na umění egejské kultury, na umění mínojské a mykénské civilizace. Osobitě se začalo rozvíjet v archaické době (8.–6. století), vrcholného, klasického období dosáhlo v 5. století př. n. l. V době helénské zahájené říší Alexandra Velikého se řecké umění otevřelo širším oblastem a vlivům a vyznačovalo se expresívností a zobrazením pohybu. Římská říše si řecké státy podmanila, ale význam tradice a zručnosti řeckých umělců si udržely i nadále zásadní význam. Uměleckou převahu řecké kultury vyjadřuje známý Horatiův citát „Graecia capta ferum victorem cepit et artes intulit agresti Latio“ – Přemožené Řecko přemohlo divého vítěze a přineslo do venkovského Latia umění.

## Architektura

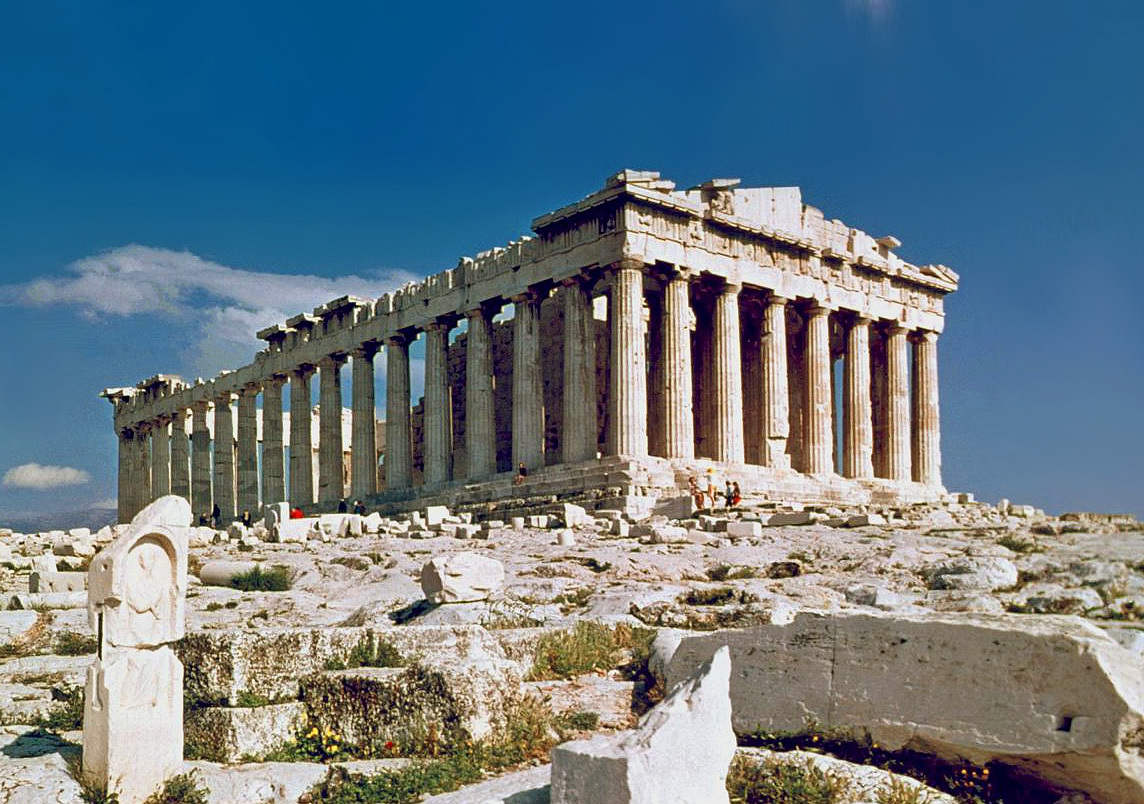
Chrám Parthenón v Athénách

Řecká architektura vycházela ze starších dřevěných staveb a megaronu. Nejcharakterističtější stavba byl chrám se sloupovým ochozem a štítem tvaru nízkého trojúhelníku. Tvarosloví odpovídalo jasně vymezeným slohům, zvaným řády, které byly dórský, iónský a korintský. Chrámy někdy stály na posvátných návrších-akropolích. Centrum města tvořila sloupořadím obklopená agora, i jinde se používala krytá promenáda otevřená sloupořadím zvaná stoa. K dalším typickým veřejným stavbám patřilo divadlo.

## Sochařství

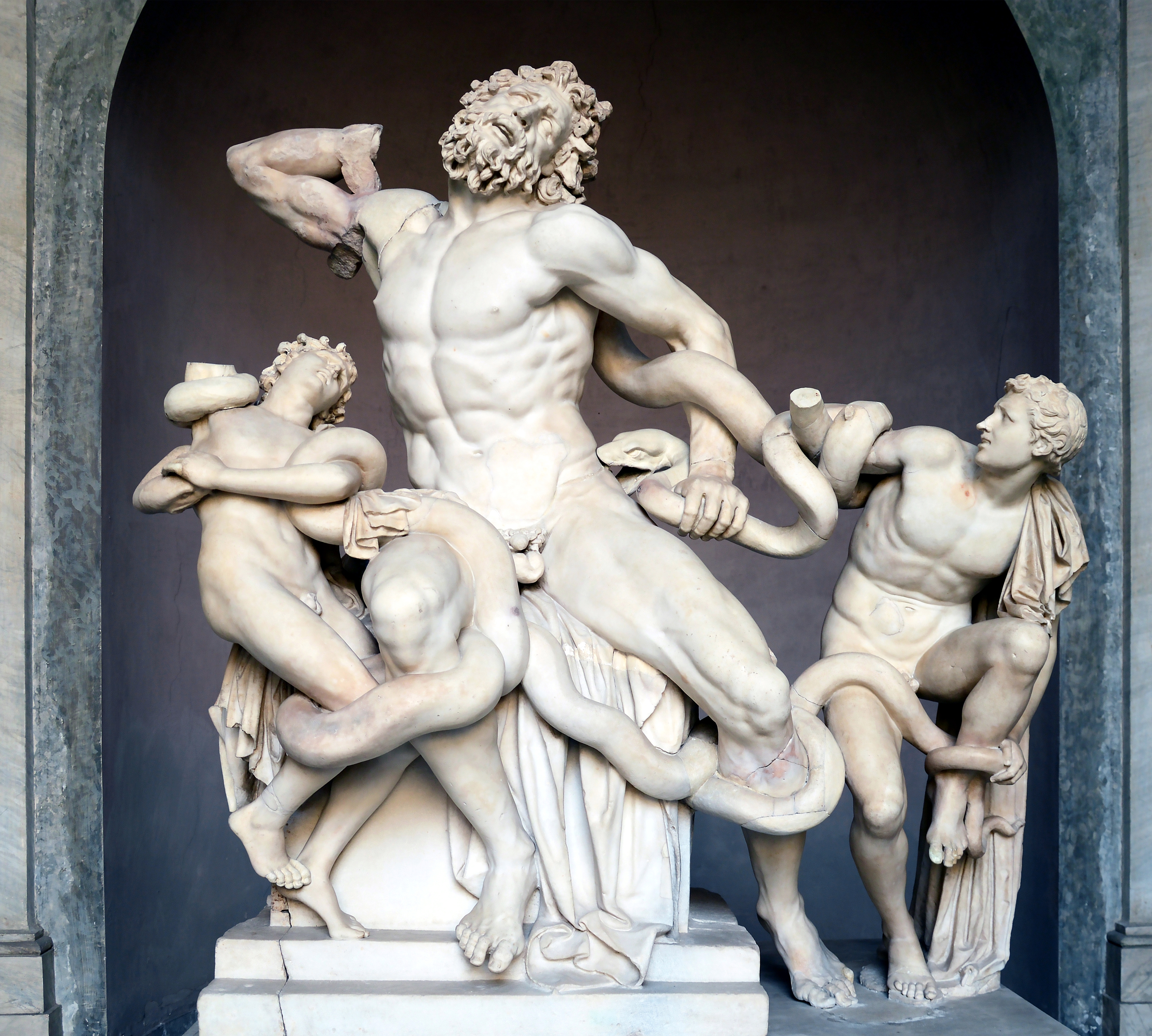
Helénské sousoší Láokoóna

Nejvýraznější sochy archaického období jsou poněkud strnule stojící postavy se zasněným úsměvem nazývané kúros (chlapec) a koré (dívka). V 5. století se objevují nejvýznamnější sochaři (Feidiás, Polykleitos) a řecké sochařství dosahuje vrcholu klasického období. Zobrazeno je anatomicky zvládnuté a ideálně krásné lidské tělo, vyjadřující v kontrapostu (postoj s jednou nohou mírně pokrčenou) harmonickou vyrovnanost. Sochařství se uplatňuje i v architektuře, ve vysokém reliéf např. v tympanonech chrámových štítů nebo jako figurální sloupy, karyatidy. Zde se nadále používá bílý, často barvený mramor, ale v pro volné řecké sochařství je hojněji používán bronz a chryselefantina, tedy kombinace zlata a slonoviny. Plastika helénského období je někdy pro zobrazení pohybu a výrazovost nazývaná „barokní“. Jejím dílem je asi nejznámější helénské dílo, sousoší Láokoóna se syny rdoušení jedovatými hady.

## Keramika

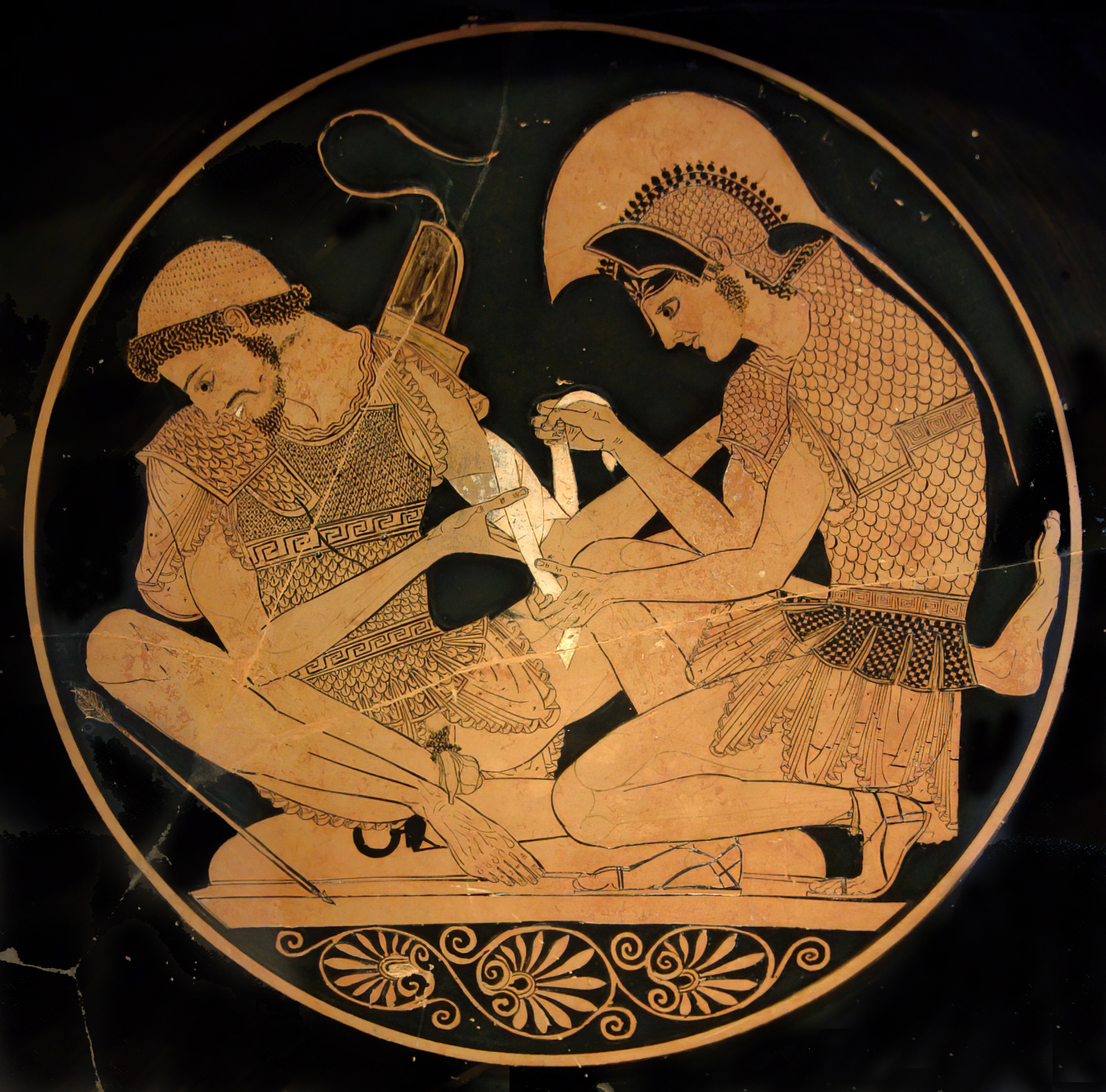
Achilles obvazuje zranění Patroklovi

Řecká keramika se vyznačuje tvarovým bohatstvím nádob různých účelů. Její výzdoba se vyvinula z geometrické a dekorativní výzdoby k figurálním scénám představující motivy z mytologie, válečné, lovecké, z každodenního života, ale také erotické a pijácké motivy. Keramika tak nahrazuje nedochované doklady jiného řeckého malířství a umožňuje si vytvořit lepší představu o tehdejší společnosti.

## Odkaz a inspirace
Na řecké umění úzce navazovali již Římané, kteří si Řeky podmanili vojensky.
| „          | Poražené Řecko chytilo divého vítěze a do venkovského Latia přineslo umění. | “ |
| — Horatius |                                                                             |   |

Po období středověku se k řeckému umění programově jako k ideálu vraceli renesanční umělci. Později bylo vyhledáváno zvláště v období klasicismu.